# Lutjanus viridis
Lutjanus viridis е вид лъчеперка от семейство Lutjanidae.

## Разпространение
Видът е разпространен в Гватемала, Еквадор, Колумбия, Коста Рика, Мексико, Никарагуа, Панама, Салвадор и Хондурас.